# Benavent de Lérida
Benavent de Lérida (en catalán y oficialmente Benavent de Segrià) es un municipio de la provincia de Lérida, España. Se encuentra en la comarca del Segriá. Capital del Marquesado de Benavent.

## Geografía humana

### Demografía
Cuenta con una población de 1578 habitantes (INE 2024).
| Gráfica de evolución demográfica de Benavent de Segrià entre 1842 y 2021 |
| |
| Población de derecho según los censos de población del INE Población de hecho según los censos de población del INEEn estos censos se denominaba Benavent: 1842, 1857 y 1860 En estos censos se denominaba Benavent de Lérida: 1877, 1887, 1897, 1900, 1910, 1920, 1930, 1940, 1950, 1960, 1970 y 1981 |

| 1900 | 1930 | 1950 | 1970 | 1981 | 1986 | 2009 |
| ---- | ---- | ---- | ---- | ---- | ---- | ---- |
| 467  | 865  | 839  | 771  | 737  | 732  | 1540 |

## Galería

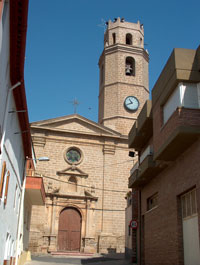
Iglesia de Benavent de Lérida
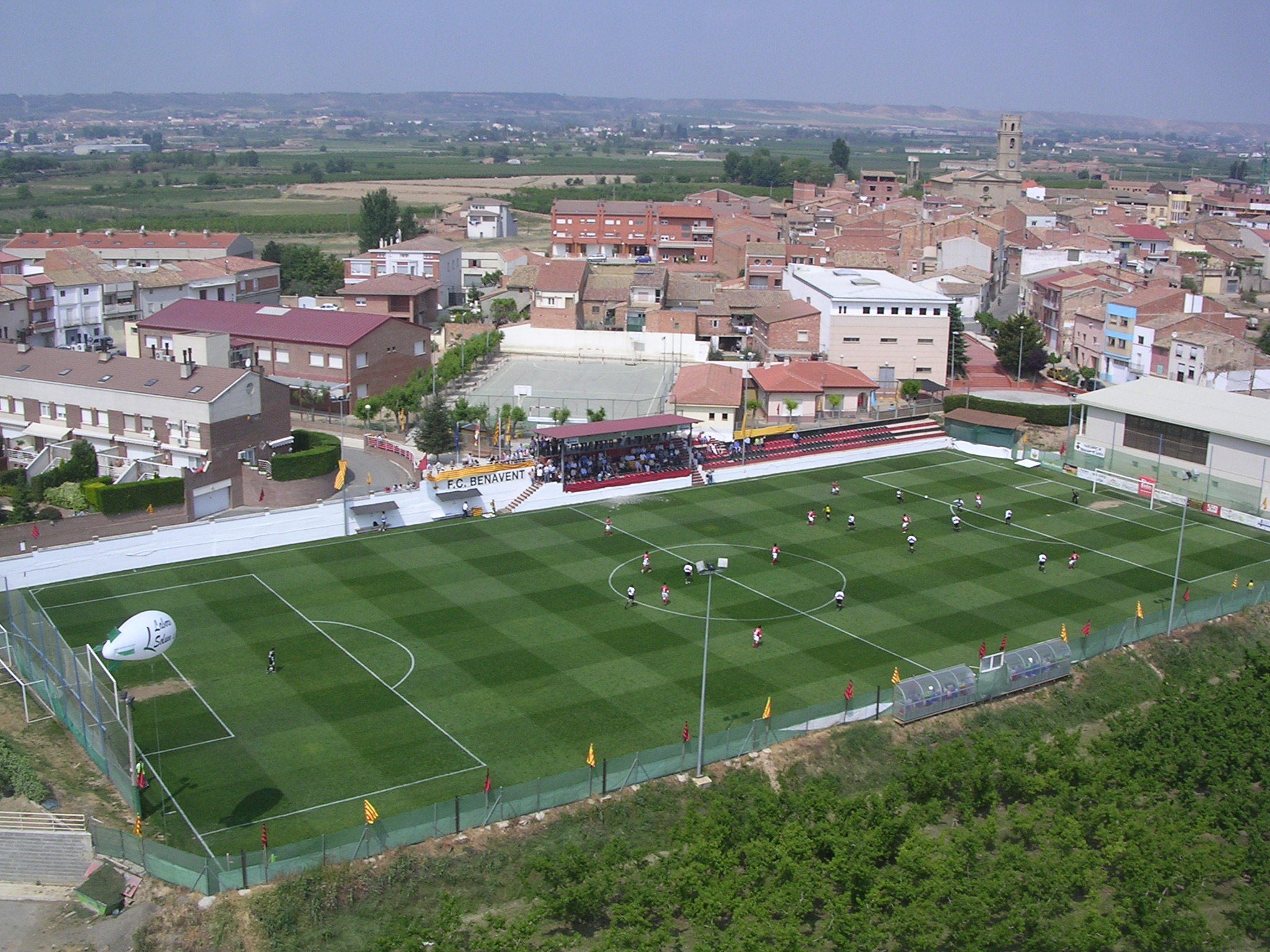
Campo de fútbol